# Jack Colback
Jack Raymond Colback (ur. 24 października 1989 w Killingworth) – angielski piłkarz występujący na pozycji pomocnika w Nottingham Forest.